# Josef Růžička (zápasník)
Josef Růžička (17. března 1925, Praha - 11. dubna 1986, Praha) byl český sportovec, zápasník v zápasu řecko-římském a volném stylu, na XV. Letních olympijských hrách 1952 v Helsinkách vybojoval stříbrnou olympijskou medaili v zápase řecko-římském ve váze +87 kg (váha těžká).
Již ve svých 14 letech vážil Josef Růžička více než 100 kg. I přes tuto váhu mu však nechyběla rychlost a hbitost a tak ho otec přivedl do košířského zápasnického klubu Hellas. Pouhé tři tréninky, na kterých ho naučili jediný chvat (klíč), mu stačily k tomu, aby na mistrovství Čech vybojoval v těžké váze třetí místo. Během 2. světové války byl prodán do Českého atletického klubu Královské Vinohrady, kde se na své další sportovní boje připravoval mimo jiné pod vedením Jana Pelikána.
V roce 1948 se účastnil olympijských her v Londýně. V zápase řecko-římském byl spolu s ostatními českými zápasníky diskvalifikován, neboť se nedostavil ve stanoveném čase k vážení. Ve volném stylu vybojoval dvě vítězství a utrpěl jednu porážku, což znamenalo dělené páté místo (spolu s Íráncem Sakhdarim).
V roce 1952 reprezentoval Československo na hrách v Helsinkách opět v obou stylech. Ve volném stylu byl vyřazen již ve druhém kole. V zápase řecko-římském zahájil prohrou na body s Italem Fantonim, následovala však čtyři lopatková vítězství a postup do finále. Ve finále byl však nad jeho síly Estonec Johannes Kotkas, bývalý mistr Evropy a na olympiádě reprezentant SSSR.
V roce 1953 přestoupil Růžička do RH Praha, kterou pak reprezentoval do konce své aktivní sportovní kariéry. V letech 1948-1956 vybojoval sedmkrát titul mistra Československa v klasickém stylu a na mistrovství světa v roce 1955 vybojoval v této disciplíně 4. místo.
Účast na olympijských hrách v Melbourne v roce 1956 nebyla československým zápasníkům Československým olympijským výborem umožněna. Krátce na to ukončil Růžička svoji aktivní sportovní činnost.